# Classe Yermak
I rompighiaccio russi della classe Yermak sono le più grandi navi della loro categoria a propulsione convenzionale presenti oggi al mondo, ed i più potenti rompighiaccio non nucleari presenti oggi in Russia.

## Tecnica
I rompighiaccio classe Yermak sono perfettamente attrezzati per operare in ambienti estremi. Inoltre, possono imbarcare anche un elicottero.
La propulsione è assicurata da nove motori diesel, in grado di assicurare una potenza di ben 36.000 hp: questo li mette in grado di rompere in maniera continuativa circa due metri di ghiaccio.

## Utilizzo
Queste navi, costruite in Finlandia tra il 1974 ed il 1976, vengono impiegate per tenere aperte le rotte artiche.
La classe, in origine, comprendeva tre unità. Oggi ne sopravvivono solo due, la Yermak (a Vladivostok) e la Krasin (a Murmansk). La Kapitan Makarov è stata demolita nel 1995.